# Zigurat
|  | Aquest article tracta sobre la construcció. Si cerqueu l'empresa de videojocs, vegeu «Zigurat (empresa)». |

Un zigurat és un temple de l'antiga Mesopotàmia que té forma d'una torre esglaonada. El disseny d'un zigurat va des d'una simple base amb un temple al damunt, fins a uns terrats rematats amb un temple, la qual cosa que demostra que les matemàtiques estaven molt avançades. La base podia ser rectangular, ovalada o quadrada.

## Execució
L'interior del zigurat, no exposada a la intempèrie, era construïda amb tova, mentre que la part exterior era revestida amb totxos, els quals podien, a més, ser vitrificats amb diferents colors. S'hi accedia per escales situades als costats del zigurat o que pujaven en espiral fins a dalt. Per construir-lo feien menester bastides, tot i que en general les obres mesopotàmiques, de molt gruix, eren executades amb maons i es construïen des de la cara superior un cop hi arribaven els maons per mitjans d'elevació, a diferència de la construcció general amb maons, que s'executa treballant des de la façana amb una bastida.
Un dels més ben conservats és el de Choqa Zanbil, que es troba a l'actual Iran, i que llavors eren terres de l'antic regne de l'Elam, un estat de la perifèria de la Mesopotàmia. El zigurat més vell que es conserva és el de Kashan, datat del cinquè mil·lenni aC. Els zigurats varen ser un estil de temple freqüent per als sumeris, babilonis i assiris.
Als zigurats no s'hi feien pas actes públics ni cerimònies, sinó que se'ls considerava la morada dels déus. Gràcies al zigurat, els déus podien estar lluny de la gent, perquè no tothom hi podia entrar. Cada ciutat tenia un déu o deessa propi, de la qual era patró. Només els sacerdots podien entrar al zigurat. Atenien les necessitats dels déus, i això els feia ser elements importants de la societat.

## Construccions

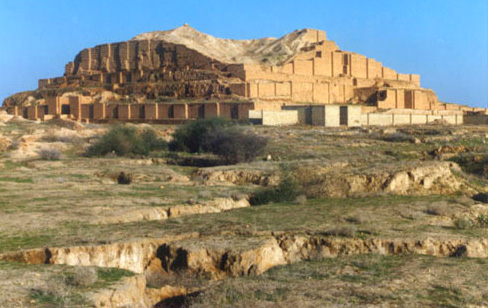
Dur-Untash, o Choqa zanbil, construït el per Untash Napirisha, és un dels zigurats més ben conservats. Es troba a prop de Susa, Iran.

L'exemple de zigurat més famós que hi ha és el Temple blanc d'Uruk, a l'antiga Sumer. El zigurat només és la base del temple blanc. El propòsit era acostar el temple al cel. S'hi accedeix des de terra per una escala molt llarga i ben feta.
Un exemple d'un gran i complex zigurat és el dedicat a Marduk a Babilònia. Desafortunadament, no ha restat gran cosa d'eixa gran estructura, ni tan sols a nivell de terra, però les prospeccions arqueològiques i les notícies històriques que ens n'han arribat fins als nostres dies ens parlen d'un zigurat de set nivells pintats de diferents colors, coronat amb un temple de boniques proporcions. El temple sembla haver estat pintat de color indi igual que l'últim nivell. Se sap que hi havia tres escales que portaven al temple, dues de les quals (les laterals) només arribaven fins a la meitat de l'alçada del zigurat.
Etemenanki, que era el nom amb què es coneixia l'estructura del zigurat de Babilònia, és un mot sumeri que vol dir la fundació del cel i la terra. Probablement construïda per Hammurabi, a la base, se n'han trobat restes d'anteriors zigurats i d'unes altres estructures sobre les quals se'n van anar edificant de més nous fins al definitiu d'Hammurabi. La darrera fase de construcció consisteix en la restauració que va fer el rei Nabopolasar (que va regnar entre el 625 i 605 aC) i en un revestiment de 15 m de totxos fet pel seu fill Nabucodonosor II.